# Radiofarol não direcional

Representação gráfica do NDB, utilizada em cartas náuticas e aeronáuticas.

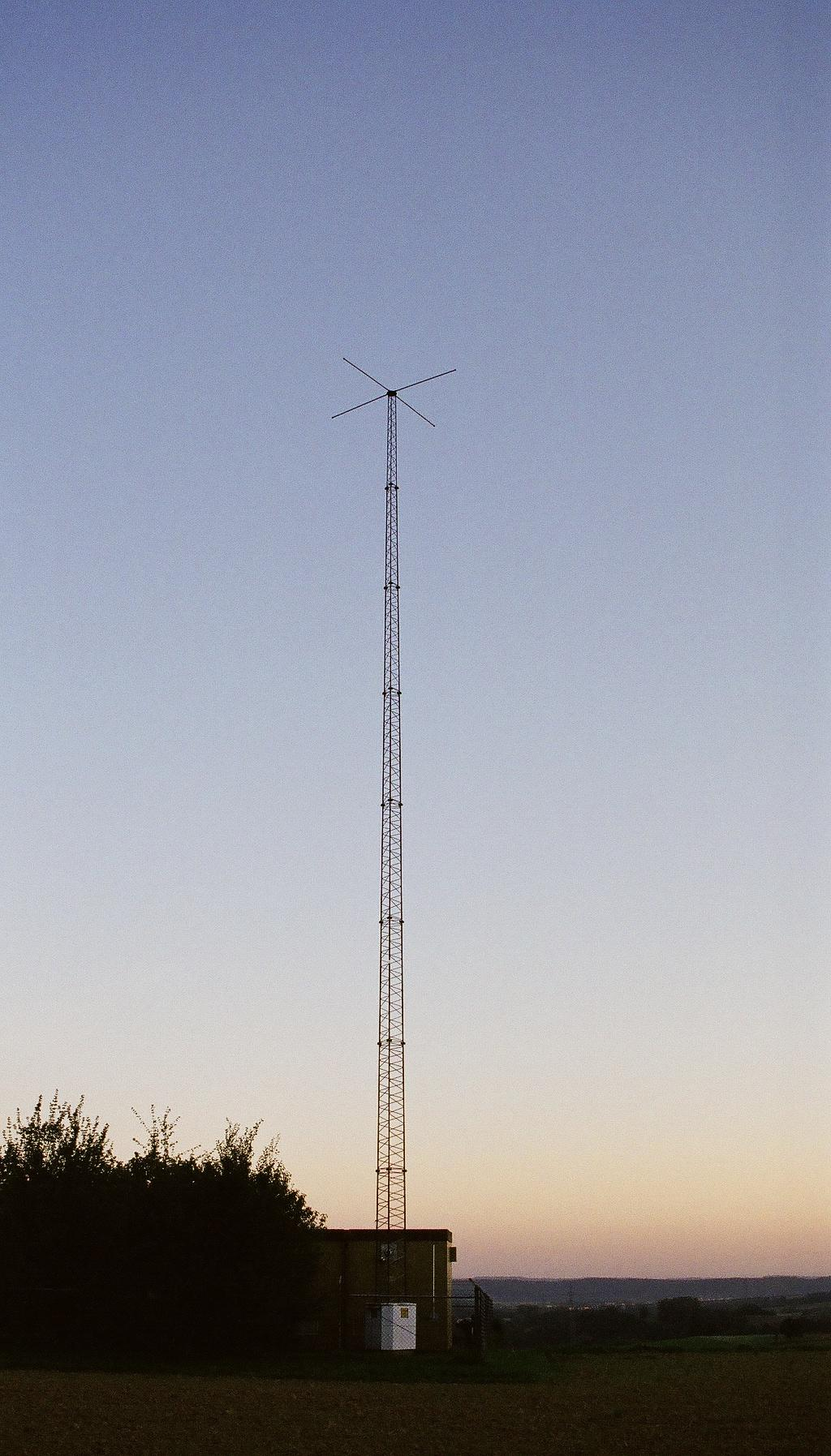
Torre de antena do NDB NKR, situado no distrito de Ochsenbach, na cidade de Leimen, Alemanha.

Um radiofarol não direcional, comumente referido pela abreviatura NDB, do inglês non-directional beacon, é um radiotransmissor instalado em uma posição geográfica fixa e conhecida, que emite sinais de radiofrequência nas bandas de LF, MF ou menos comumente UHF. A denominação "não direcional" decorre do fato de o NDB emitir sinais de rádio em todas as direções (transmissão "circular" ou "em 360 graus"), classificando o NDB como um tipo de "radiofarol circular".

## Descrição
A emissão contínua desses sinais permite que indivíduos, edificações e veículos, desde que dotados de um rádio-receptor (fixo, no caso de edificações, ou móvel, no caso de indivíduos e veículos), consigam em terra, água ou ar, identificar o NDB, localizá-lo geograficamente e utilizá-lo como referência para orientação. Tal qual uma bússola magnética comum aponta para o polo norte magnético da Terra, o rádio-receptor dos sinais do NDB funciona como uma espécie de "rádiobússola", que uma vez sintonizada em um equipamento emissor, passa a apontar para sua localização. Este sistema é denominado radiogoniometria.
O formato mais comum dos sinais radiogoniométricos consiste na emissão de uma portadora de onda longa contendo sinais radiotelegráficos (em geral código Morse), codificando grupos de letras que compõem o prefixo designador de um local ou estação.
O sinal dos NDB é captado e decodificado por um radiogoniômetro ("radiobússola") conhecido como ADF (do inglês Automatic Direction Finder, ou seja; "Detector Automático de Direção" ou "Determinador Automático de Direção").
Os radiofaróis não direcionais, apesar do aparecimento dos equipamentos de navegação eletrônica (como GPS e GLONASS), ainda são bastante utilizados face às distorções ou blackouts que ocorrem em equipamentos que emitem sinais acima da ionosfera. Sua principal utilização é para a navegação aérea, sendo comum a instalação de estações NDB nas proximidades de aeródromos e em pontos específicos ao longo das aerovias mais utilizadas.
Como serviço adicional, está a ser adicionado ao sinal dos radiofaróis não direcionais a informação corretora dos sinais dos sistemas de navegação por satélite, o que permite a utilização dos NDB em modo diferencial e em muito melhora a confiabilidade e precisão desses equipamentos.
O NDB foi o primeiro dispositivo de rádio-orientação a surgir na aviação, aproximadamente em 1923. É considerado um auxílio-rádio à navegação aérea e um dos precursores da navegação IFR.
Uma limitação tecnológica do NDB está relacionada às interferências que o seu sinal radioelétrico pode sofrer pelo efeito noturno, pelas diferenças de relevo ou pelas condições atmosféricas e marítimas, que podem atenuar ou desviar seus sinais e, com isto, fazer com que a localização do NDB seja informada incorretamente nos rádio-receptores (radiogoniômetros) dos usuários (indivíduos, aeronaves, embarcações, edificações contendo estações de rádio etc.).